# Terry Ray Gordy, Jr.
Terry Ray Gordy, Jr. (nascut el 23 de març de 1979) és un lluitador professional dels Estats Units molt conegut per la seva estada a la World Wrestling Entertainment apareixent en la marca SmackDown! sota el nom artístic de Jesse. És el fill del llegendari lluitador Terry Gordy dels Fabulous Freebirds.

## Carrera
Gordy ha treballat en diverses empreses antes de treballar per a la WWE. Algunes d'elles són la NWA Georgia i la North American Wrestling Association. Va tenir alguns èxits guanyant alguns títols de les dues promocions.
Durant el 2001, Gordy se'n va anar al Japó per a lluitar en la NOAH. Allà va estar i va lluitar fins a l'any 2002, quan es va unir a NAWA:Ring Champions a Georgia, on va formar un equip juntament amb Nick Rampage i Jayson Phoenix, coneguts com a The New Varsity Club. A principis de 2003, Gordon va formar un nou equip amb Iceberg Slim i Tank Norton, coneguts com els Extreme Freebirds. Durant aquell temps va tenir uns quants combats contra els seus anteriors companys Phoenix i Rampage, a part d'alguns grans combats contra a A.J. Styles.

### World Wrestling Entertainment
L'agosto de 2005, Gordy signà un contracte de desenvolupament amb la World Wrestling Entertainment i va debutar a la Deep South Wrestling a principis de 2006 com a Ray Geezy. Va fer equip amb Damien Steele. Al novembre de 2006 va començar a fer equip amb Henry O. Godwinn, lluitant en un house show de SmackDown! contra Deuce 'N Domino i va canviar el seu nom a Cousin Ray, essent coneguts com a The Godwinns.

#### 2007
En l'edició de SmackDown! de l'11 de maig de 2007, va fer el seu debut en la WWE i va aparèixer como Jesse Dalton amb Justice Dalton, essent coneguts com a The Daltons. Van aparèixer com a The Daltons en diversos combats gravats de l'Ohio Valley Wrestling fins al 29 de juny de 2007, on van canviar els seus gimmicks a Jesse i Festus, formant l'equip Jesse and Festus.
Jesse and Festus van fer el seu debut oficial televisat el 5 d'octubre de 2007, derrotant a Mike Tolar i Chad Collyer.
Després d'això van fer combats contra diversos equips en dark matches (és una lluita anterior o posterior a un show televisat. Es realitza per a mantenir al públic actiu i/o per a fer debutar a nous lluitadors que encara no estan llests per a sortir en televisió.) fins que van participar en una battle royal per equips per a decidir l'Aspirant N 1 per al Campionat per Parelles, guanyant-la però perdent davant dels campions el 27 de novembre i el 7 de desembre de 2007.

#### 2008
Després d'això van començar un enfrontament amb els campions por parelles John Morrison i The Miz, acabant a SmackDown! el 21 de març, on Jesse i Festus van tenir l'oportunitat de guanyar el Campionat per Parelles de la WWE, van perdre contra Morrison y The Miz.
A The Great American Bash, Hawkins i Ryder van aconseguir el Campionat per Parelles de la WWE al derrotar a John Morrison & The Miz, Finlay & Hornswoggle i Jesse & Festus.

## En Lluita
- Moviments finals i de firma
  - Swinging leg hook fireman's carry slam
  - Diving leg drop
  - Diving splash
  - Sunset flip
  - High angle senton bomb
  - Push up facebusters
  - German suplex
  - Tiger suplex
  - Swinging leg hook suplex
  - Monkey flip

- AmbHenry Godwinn
  - Country Thunder (Godwinn realitza un "pumphandle slam" seguit d'un "diving splash" por Cousin Ray)
- Con Festus
  - Rocket Launcher

- Tema musical
  - "Biscuits and Gravy" de Jim Johnston - 2007

## Campionats i assoliments
- North American Wrestling Association
  - NAWA Heavyweight Championship (1 vegada)
  - NAWA Junior Heavyweight Championship (1 vegada)
- NWA Wildside
  - NWA Wildside Heavyweight Championship (1 vegada)
  - NWA Wildside Junior Heavyweight Championship (1 vegada)